# Aguadulce (Panama)
Aguadulce is een stad en gemeente (in Panama un distrito genoemd) in de provincie Coclé in Panama. In 2015 was het inwoneraantal 50.000. Aguadulce betekent letterlijk vertaald "zoet water". 
De gemeente bestaat uit devolgende vijf deelgemeenten (corregimiento): Aguadulce (de hoofdplaats, cabecera), Barrios Unidos, El Cristo, El Roble en Pocrí. In 2019 komt daar nog bij: Pueblos Unidos, Virgen del Carmen en El Hato de San Dios, drie nieuwe deelgemeenten.

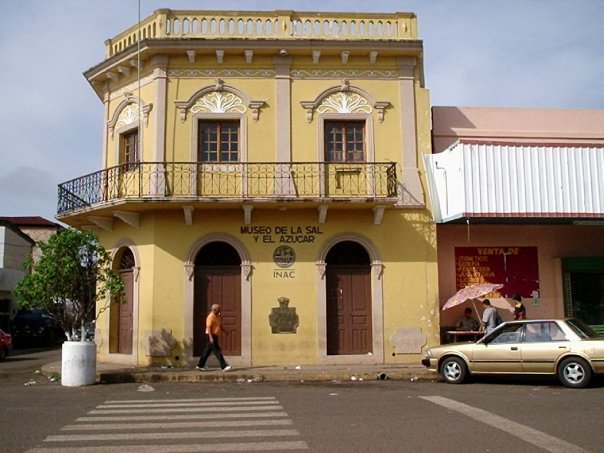
Museum

## Geboren
- Juan Berenguer (30 november 1954), honkbalpitcher
- Carlos Lee (20 juni 1976), honkballer
- Davis Romero (30 maart 1983), honkballer